# サルビア・ガラニチカ
サルビア・ガラニチカ（学名:Salvia guaranitica）は、シソ科アキギリ属の宿根多年生植物。
南米原産で、耐寒性(-10℃程度)、耐暑性ともに強い植物。草丈は1.5m程度に達し、初夏から晩秋にかけて3～5cm程度の濃青色の唇形の花を咲かせる。地下茎で繁殖。
日本では、本来サルビア・プラテンシスを指す「メドーセージ」の名で流通していることが多いが、これは日本にサルビア・ガラニチカが輸入され始めた頃に流通業者が間違って名づけてしまったためと言われている。
「ガラニチカ」の名前は、原産地の1つであるパラグアイの先住民族グアラニ族に由来する。

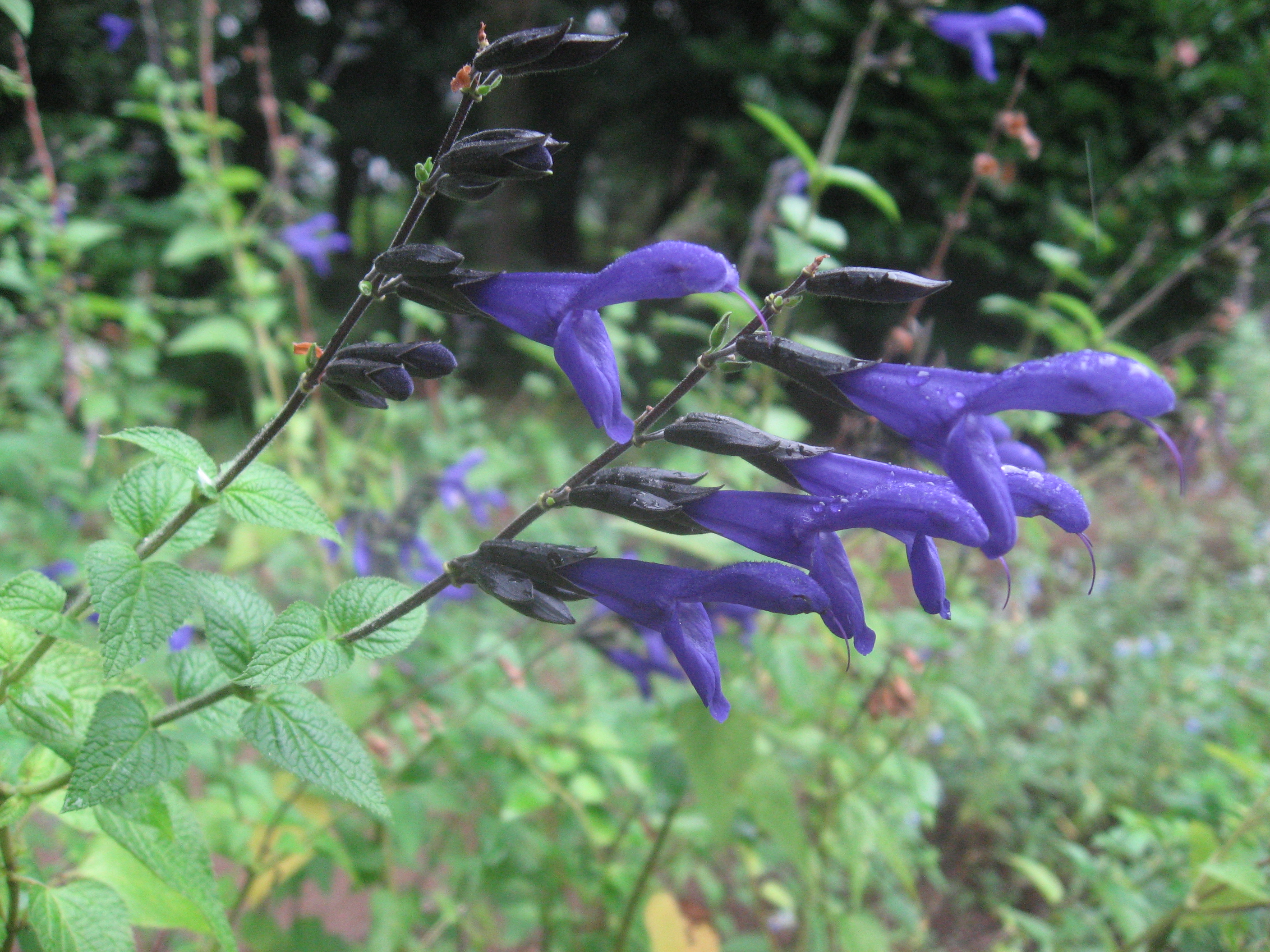
2008年8月　東京都薬用植物園